# Laura Linney
Laura Leggett Linney, född 5 februari 1964 i New York i New York, är en amerikansk skådespelare. Linney har bland annat medverkat i tv-filmen Wild Iris (2001), komediserien Frasier (2003–2004) och miniserien John Adams (2008), där hon gestaltade Abigail Adams. Åren 2010–2013 spelade hon huvudrollen som Cathy Jamison i Showtime-serien The Big C. Linney filmdebuterade i Lorenzos olja (1992), hon medverkade sedan i You Can Count On Me (2000), Kinsey (2004) och Familjen Savage (2007). Bland hennes övriga filmer märks Primal Fear (1996), Truman Show (1998), Mystic River (2003), Love Actually (2003), The Squid and the Whale (2005), The Nanny Diaries (2007), Sully (2016) och Teenage Mutant Ninja Turtles: Out of the Shadows (2016).
Laura Linney har nominerats till tre Oscars, 2001 för sin roll i You Can Count on Me, 2005 för Kinsey och 2008 för rollen i Familjen Savage. Hon har nominerats till sex Golden Globes varav hon vunnit två och nominerats till fem Emmy Awards varav hon vunnit fyra.

## Filmografi i urval
- 1992 – Lorenzos olja
- 1993 – Dave
- 1993 – Oskyldiga drag
- 1995 – Congo
- 1996 – Primal Fear
- 1997 – Absolut makt
- 1998 – Truman Show
- 2000 – You Can Count on Me
- 2000 – Glädjens hus
- 2001 – Wild Iris
- 2002 – The Mothman Prophecies
- 2003 – The Life of David Gale
- 2003 – Mystic River
- 2003 – Love Actually
- 2003–2004 – Frasier (TV-serie)
- 2004 – Kinsey
- 2005 – The Squid and the Whale
- 2005 – The Exorcism of Emily Rose
- 2006 – Driving Lessons
- 2006 – Jindabyne
- 2006 – Man of the Year
- 2007 – Familjen Savage
- 2007 – The Nanny Diaries
- 2008 – The Other Man
- 2008 – John Adams (TV-serie)
- 2010–2013 – The Big C (TV-serie)
- 2012 – Hyde Park on Hudson
- 2016 – Sully